# Число переносу
Число переносу ({\displaystyle t_{i}}) — частка електричного струму в електроліті, яка переноситься йонами певного типу. Визначається як:
{\displaystyle t_{i}={\frac {I_{i}}{I}}},
де: {\displaystyle I_{i}} — вклад у силу струму інонів i-го типу, {\displaystyle I} — сумарна сила струму через електроліт.
{\displaystyle \sum _{i}t_{i}=1.\,}
Для простого електроліту з двома видами іонів — аніонів та катіонів, числа переносу t+,t-
визначаються
{\displaystyle t_{\pm }={\frac {I_{\pm }}{I}}.}
{\displaystyle t_{+}+t_{-}=1.\,}
{\displaystyle t_{+}={\frac {\sigma _{+}}{\sigma }}},
де: {\displaystyle \sigma _{+}} — вклад катіона в загальну електропровідність {\displaystyle \sigma \,}. Числа переносу залежать від рухливості іонів того чи іншого виду.
Числа переносу визначаються експериментально, основний метод визначення — метод Гітторфа. Він базується на проведенні електролізу розчину даного електроліту та на визначенні зміни концентрації електроліту біля катода та анода. Катіоліт — катіолітний простір. Аноліт — анолітний простір.
Числа переносу, залежать від температури. При збільшенні температури вони вирівнюються. Числа переносу залежать від природи електроліту та розчинника, а також від концентрації.

## Аномальні числа переносу
Загалом:
{\displaystyle t_{\pm }<1}.
Однак при експериментальному визначенні чисел переносу методом Гітторфа в деяких випадках можна отрімати значення ti>1 або <0.
Як правило такі значення можна отримати при визначенні чисел переносу йонів комплексних речовин.
KAg(CN)2=K++(Ag(CN)2)- 
 t<0
2CdI2=Cd2++CdI42- 
 t>1